# يو إف سي 23
يو إف سي 23: اليابان النهائي 2 (بالإنجليزية: UFC 23: Ultimate Japan 2)‏ هو حدث لفنون القتال المختلطة نظمته يو إف سي، أُقيم في 19 نوفمبر 1999، على قاعة طوكيو باي إن كيه في طوكيو، اليابان.